# Racket Busters
Racket Busters is een Amerikaanse misdaadfilm uit 1938 onder regie van Lloyd Bacon.

## Verhaal
Martin is een crimineel uit Manhattan, die het vrachtvervoer wil controleren. Hij betrapt de vrachtwagenchauffeur Denny Jordan, die zijn kantoor berooft om geld te krijgen voor zijn gezin. Hij dwingt hem om mee te doen aan zijn plannetje.

## Rolverdeling
| Acteur           | Personage     |
| ---------------- | ------------- |
| Humphrey Bogart  | Martin        |
| George Brent     | Denny Jordan  |
| Gloria Dickson   | Nora Jordan   |
| Allen Jenkins    | Skeets Wilson |
| Walter Abel      | Allison       |
| Henry O'Neill    | Gouverneur    |
| Penny Singleton  | Gladys        |
| Anthony Averill  | Crane         |
| Oscar O'Shea     | Pop           |
| Elliott Sullivan | Charlie Smith |
| Fay Helm         | Mevrouw Smith |
| Joe Downing      | Joe           |
| Norman Willis    | Gus           |
| Don Rowan        | Kimball       |